# Aranyera de Palawan
El aranyera de Palawan (Arachnothera dilutior) és un ocell de la família dels nectarínids (Nectariniidae).

## Hàbitat i distribució
Habita boscos, vegetació secundària i terres de conreu l'illa de Palawan, a les Filipines.

## Taxonomia
Fins fa poc s'ha considerat aquesta espècie part de l'aranyera menuda (Arachnothera longirostra). Avui es consideren espècies diferents.